# Ассар Реннлунд
Ассар Реннлунд  (швед. Assar Rönnlund, 3 вересня 1935) — шведський лижник, олімпійський чемпіон.

## Виступи на Олімпіадах
| Олімпіада       | Дисципліна         | Місце |
| --------------- | ------------------ | ----- |
| Скво-Веллі 1960 | 50 км              | 12    |
| Інсбрук 1964    | 15 км              | 13    |
| Інсбрук 1964    | 30 км              | 7     |
| Інсбрук 1964    | 50 км              | 2     |
| Інсбрук 1964    | естафета 4 × 10 км | 1     |
| Гренобль 1968   | 15 км              | 11    |
| Гренобль 1968   | 50 км              | 10    |
| Гренобль 1968   | естафета 4 × 10 км | 2     |